# محمود بابان
محمود بن جميل بن مجيد باشا بن عبد القادر بن سليمان بن إبراهيم باشا بن أحمد باشا بن سليمان أو محمود بابان هو سياسي كردي عراقي شغل مناصب وزارية في العهد الملكي في العراق، ولد عام 1920 في كفري وتوفي عام 1997 في لندن ودفن في مقبرة آل التل في إربد في الأردن.

## عائلته
كان والده جميل مجيد باشا (ولد عام 1884 وتوفي عام 1946) سياسيا. انتخب في المجلس التأسيسي العراقي عام 1924 عن لواء كركوك، كما انتخب عضوا في مجلس النواب ثلاث مرات عن لواء كركوك لثلاث دورات انتخابية متتالية للفترة منذ 1933 حتى 1939. له من الأولاد محمد ومحمود وأحمد ونجيب وفاروق وفاتح وإسماعيل.
أما جده إبراهيم باشا فهو أحد حكام الإمارة البابانية، فقد حكم للفترة منذ 1781 حتى 1802، وهو باني مدينة السليمانية عام 1784.
تزوج محمود بابان عام 1940.

## دراسته
أكمل دراسته الابتدائية في كفري، ثم انتقل إلى بغداد حيث أكمل دراسته المتوسطة في المدرسة الغربية وأكمل دراسته الإعدادية في الإعدادية المركزية، ثم سافر إلى بيروت للدراسة الجامعية لكنه لم يكملها فعاد إلى بغداد ودرس في مدرسة الحقوق (كلية الحقوق) وتخرج منها حاملا شهادة البكلوريوس عام 1943.

## مناصبه
بعد تخرجه من كلية الحقوق عمل في السلك القضائي وتدرج في مناصب قضائية مختلفة، وعمل في محكمة الفلوجة عام 1944 ثم في محكمة الأعظمية حتى عام 1951 عندما دخل في السياسة.
فاز محمود بابان بمنصب عضو في مجلس النواب العراقي في أربع دورات انتخابية متتالية، وهي التي كانت الأخيرة في العهد الملكي منذ عام 1953 حتى 14 تموز 1958.
شغل منصب وزير الصحة في وزارة عبد الوهاب مرجان ثم شغل وزير الدولة لشؤون مجلس الوزراء في وزارة نوري السعيد الرابعة عشر ومنصب وزير بلا وزارة في وزارة أحمد مختار بابان والتي كانت آخر وزارات العهد الملكي في العراق.

## حياته بعد سقوط الحكم الملكي
بعد قيام ثورة 14 تموز 1958، غادر العراق مع أفراد أسرة بابان مثل أحمد مختار بابان وجمال رشيد بابان إلى لبنان وعمل هناك بالتجارة حتى عام 1968، حيث استدعاه رئيس وزراء لبنان صائب سلام وطلب منه مغادرة لبنان بسبب اتهام الحكومة العراقية لمحمود بابان بمحاولة الإطاحة بنظام البعث في العراق، غادر إلى المملكة العربية السعودية وعمل مستشارا للأمير فهد بن عبد العزيز (الملك لاحقا). وفي عام 1979، غادر إلى لندن وافتتح مكتبا للمقاولات باسم الدولة السعودية.
كما كان يتردد على المملكة الأردنية الهاشمية وله علاقة طيبة لرئيس الوزراء الأردني وصفي التل، وبسبب علاقته مع البارزانيين والأردنيين كان له دور في استقبال الأردن لعدد من البعثات الخاصة بالطلبة الكرد، ومن بينهم هوشيار زيباري.
تفرغ محمود بابان في سنواته الأخيرة لأعماله الخاصة حتى توفي في لندن عام 1997.